# Il tredicesimo piano
Il tredicesimo piano (The Thirteenth Floor) è un film del 1999 diretto da Josef Rusnak, con Craig Bierko, Armin Mueller-Stahl, Gretchen Mol e Vincent D'Onofrio. Il film è ispirato al romanzo Simulacron 3 di Daniel F. Galouye (già portato sullo schermo in Il mondo sul filo di Rainer Werner Fassbinder).

## Trama
Hannon Fuller, famoso programmatore, è stato ucciso e ha lasciato l'unica traccia sul proprio delitto all'interno del mondo virtuale che ha creato e che stava sperimentando. Tale mondo è una proiezione di realtà virtuale immersiva ambientata nella Los Angeles del 1937 in cui ogni giocatore, dopo aver impersonato un alter ego di quel mondo, interagisce con gli altri personaggi creati da unità cibernetiche che li rendono pensanti. I personaggi di tale mondo, vere e proprie intelligenze artificiali, non ricordano nulla di ciò che hanno fatto nel lasso di tempo in cui vengono "pilotati" dai giocatori reali, attribuendolo a una perdita di memoria.
Il suo collega, Douglas Hall, svegliandosi con la camicia sporca di sangue, decide di investigare sul mistero che avvolge la morte di Fuller. A complicare la situazione interviene uno dei personaggi della realtà virtuale, il barista Ashton, alter ego del programmatore Jason Whitney. Il barista, nella realtà virtuale, intercetta una lettera che Fuller aveva lasciato nel mondo virtuale per Hall. Ashton leggendo la lettera comprende di essere solo una simulazione creata da un computer, cosa per cui prova un forte disagio.
Fuller lasciando in eredità la sua grande azienda al collega Hall, sposta su quest'ultimo i sospetti della polizia. Quando il detective Larry McBain chiede ad Hall di farsi portare nella casa di Fuller, appare Jane la figlia di Fuller, figlia della quale Hall ignorava completamente l'esistenza. Hall decide di provare il gioco e di andare ad incontrare in esso l'alter ego di Fuller, Grierson. La prima sessione di gioco risulta infruttuosa, ma durante la seconda decide di far rivivere all'alter ego modellato sul collega morto gli avvenimenti da lui vissuti durante le sessioni di gioco.
Grierson si ricorda di Ashton ma il barista scappa. Ricompare armato alle spalle di Hall e racconta il contenuto della lettera. Dopo una lotta negli scantinati del club in cui Fuller andava a "divertirsi", Whitney risveglia dalla sessione Hall mentre stava per essere affogato da Ashton in una piscina.
La polizia, nel frattempo, scopre che Jane Fuller non è chi dice di essere, il suo aspetto corrisponde infatti a Natasha Molinaro, cassiera di un supermercato.
Hall decide a sua volta di provare ciò che il barista Jerry aveva menzionato parlando della lettera e scopre così l'agghiacciante verità: il mondo reale in cui egli crede di vivere è in realtà anch'esso una simulazione, che ha ricreato al suo interno un altro gioco con una simulazione.
In pratica il mondo reale è nel futuro (scopriremo in seguito l'anno, il 2024), che ha creato una realtà virtuale ambientata negli anni novanta, che a sua volta ha ricreato una realtà virtuale ambientata nella Los Angeles del 1937.
Natasha Molinaro non ha memoria di alcuna interazione con le azioni di Jane Fuller ma soffre di amnesie temporanee, Jane programmatrice reale del mondo all'esterno di quello di Hall, rivela all'uomo di essere lui l'assassino: egli è infatti l'alter ego del reale marito di lei, David, che "pilotando" Hall uccise Fuller. Jane è impaurita dal comportamento del marito, e si innamora della sua modellazione virtuale, Hall. Infatti è David ad aver ucciso Fuller poiché da unità cibernetica aveva capito la verità, ossia quella di essere solo la proiezione di un gioco (questo era il messaggio che Fuller aveva lasciato a Hall nel gioco, ma che era stato intercettato dal barista Jerry, che lo aveva mal interpretato, scoprendo che era il suo mondo, la Los Angeles del 1937, ad essere una realtà virtuale).
Whitney decide di immergersi anche lui nel gioco, incarnandosi nel barista Jerry Ashton: quest'ultimo ha appena rapito John, l'alter ego di Hall negli anni 30.
La connessione si interrompe bruscamente quando il barista viene investito da un'auto nel mondo degli anni 30, la morte dell'informatico è permanente e la mente del barista Jerry rimane definitivamente nel corpo di Whitney presso i server del tredicesimo piano. Ashton si incontra con Hall (negli anni 90), che gli spiega di essere anche lui in una simulazione, ma rimane ucciso dopo che in Hall si connette David, che inizia a perseguitare la moglie Jane con l'intenzione di ucciderla per il suo adulterio con l'alter ego Hall. A salvarla è il detective McBain, avvertito dalla stessa Jane, arrivando in tempo per uccidere Hall.
David si risveglia nel 2024, ma è Douglas Hall che lo anima ora, a causa dello scambio di personalità avvenuto per la morte della sua proiezione virtuale mentre David lo stava "pilotando", come era già capitato a Jerry Ashton. Douglas scopre che Fuller altro non era che la modellazione del padre di Jane, assieme alla quale inizia la sua nuova vita nella Los Angeles del 2024.

## Colonna sonora
Durante i titoli di coda è possibile udire il famoso brano Erase/Rewind del gruppo musicale The Cardigans.
La colonna sonora è composta da Harald Kloser, autore che in seguito grazie alla collaborazione con Roland Emmerich per i suoi film più recenti otterrà indubbiamente maggiore visibilità.